# Regina Brett
Regina Brett (ur. 31 maja 1956 w Ravenna) – amerykańska pisarka, dziennikarka i felietonistka, autorka książek o charakterze motywacyjnym. 
Regina Brett współpracuje na stałe m.in. z magazynem The Plain Dealer oraz prowadzi spotkania motywacyjne. Jako autorka zadebiutowała w 1986 swoimi felietonami w prasie. Pierwsza jej książka motywacyjna, która ukazała się w 2010, Bóg nigdy nie mruga: 50 lekcji na trudniejsze chwile życia została wydana w prawie 30 krajach i trafiła na wiele list bestsellerów – między innymi tygodnika New York Times.
W 2008 oraz 2009 nominowana do Nagrody Pulitzera za swoje reportaże.